# Ranunculus hejingensis
Ranunculus hejingensis är en ranunkelväxtart som beskrevs av Wen Tsai Wang. Ranunculus hejingensis ingår i släktet ranunkler, och familjen ranunkelväxter. Inga underarter finns listade i Catalogue of Life.